# Wałentyn Nowykow
Wałentyn Mykołajowycz Nowykow, ukr. Валентин Миколайович Новіков, ros. Валентин Николаевич Новиков, Walentin Nikołajewicz Nowikow (ur. 9 września 1935 w Krzywym Rogu, Ukraińska SRR, zm. 16 września 2013 w Krzywym Rogu, Ukraina) – ukraiński trener piłkarski.

## Kariera trenerska
W 1968 został zaproszony do sztabu szkoleniowego Krywbasa Krzywy Róg. W 1969 ukończył Wyższą Szkołę Trenerów. Potem jeszcze pomagał trenować piłkarzy w rundzie drugiej sezonu 1974 i w latach 1978-1981. W czerwcu 1980 pełnił obowiązki starszego trenera klubu. Od 1982 do 1985 obejmował stanowisko dyrektora technicznego w Krywbasie. Potem został mianowany na stanowisko dyrektora Szkoły Sportowej Krywbas-84 Krzywy Róg. Również przewodniczył Miejskim Związkiem Piłki Nożnej w Krzywym Rogu.
16 września 2013 zmarł w Krzywym Rogu w wieku 78 lat.

## Sukcesy i odznaczenia

### Sukcesy piłkarskie
Krywbas Krzywy Róg (jako asystent)
- mistrz Ukraińskiej SRR: 1981